# Kisszékely
Kisszékely es un pueblo ubicado en el distrito de Tamási, en el condado de Tolna, Hungría.

## Superficie
Posee una superficie de 28,30 kilómetros cuadrados.

## Demografía
Hasta 2019 la población era de 257 habitantes, con una densidad de población de 9,081 habitantes por kilómetro cuadrado.